# Миклош Харгитаи
Миклош Карољ Харгитаи (енгл. Miklós Karoly Hargitay, енгл. Mickey Hargitay; Будимпешта, 6. јануар 1926 — Лос Анђелес, 14. септембар 2006) био је мађарско-амерички глумац и Мр. јуниверз из 1955. године.
Рођен у Будимпешти, Харгитаи се преселио у Сједињене Државе 1947. године и на крају је постао амерички држављанин. Био је ожењен глумицом Џејн Мејнсфилд и отац је глумице Маришке Харгитаи. Током брака, Харгитаи и Менсфилд су заједно снимили четири филма: „Will Success Spoil Rock Hunter?” (1957), „Херкулове љубави” (1960), „Обећања! Обећања!” (1963) и „Примитивна љубав” (1964).

## Живот и рана каријера
Миклош Карољ Харгитаи је рођен у Будимпешти, Мађарска, 6. јануара 1926. године. Био је син Ференца и Марије (Ротцишер) Харгитаија. Харгитаи је био једно од четворо деце оца који је волео спорт и атлетику. Он и његова браћа су сви одгајани као спортисти. Током своје младости, Харгитаи је био део акробатског чина са својом браћом. Наступ је био толико популаран да су браћа наступала широм Мађарске, укључујући и највећу оперу у Будимпешти. Након што га је брат упознао са спортом, Харгитаи је почео да се такмичи у брзом клизању. Године 1946. освојио је првенство средње Европе на 500 и 1.500 метара, и био други у трци на 5.000 метара. Такође је био вешт фудбалер, и био је члан мађарског покрета отпора током Другог светског рата.
Године 1947, са 21 годином, Харгитаи је напустио Мађарску да би емигрирао у Сједињене Државе како би избегао да буде позван у војну службу од стране Совјетског Савеза. Настанио се у Кливленду, где је радио као водоинсталатер и столар, а такође је наступао у акробатској тачки са својом првом супругом, Мери Бирџ. Био је инспирисан да почне да се бави бодибилдингом након што је видео насловницу часописа са Стивом Ривсом, познатим по игрању Херкулеса. Харгитеи је освојио награду Мр. Јуниверсе Националног удружења аматерских бодибилдера (НАББА) 1955. године.
Харгитаи је заслужан за подстицање огромног интересовања за физичку кондицију које је преовладавало у САД током 1950-их. Појављивао се као пин-уп модел у часописима о фитнесу. Након што је Меј Вест видела његову фотографију на насловној страни часописа, Харгитаи се придружио њеној „ревији бодиболдера”.

## Глумачка каријера
Харгитаијева прва филмска улога дошла је када је Џејн Мејнсфилд захтевала да буде изабран у њеном филму, Will Success Spoil Rock Hunter? (1957). Њих двоје су се заљубили и описани су као нераздвојни. Твентит сенчури Фокс није желео да се Харгитаи појави у Рок Хантер-у јер им се није допао поглед Мејнсфилдове на Харгитаија као њеног „јединог“ љубавника: Фокс је више волео да њихови сексуални симболи буду слободни.
Године 1960. Харгитаи и Мејнсфилд су играли главне улоге у фиму Херкулове љубави. Филм је сниман у Италији и никада није пуштен у биоскопе у Сједињеним Државама, иако је доступан на Нетфлик-у под насловом Херкулес против Хидре и под оригиналним насловом као епизода 1108 Мистери сајенц тиатр 3000 (2017). Током наредне четири године, Харгитаи и Мејнсфиелд ће се појавити заједно у филмовима Обећања! Обећања! (1963) и Примитивна љубав (1964). Године 1965. Харгитеј је играо главну улогу у „Bloody Pit of Horror” без Мејнсфилдове.
Харгитаијева глумачка каријера није била ограничена само на Сједињене Државе, такође се појавио у многим италијанским продукцијама, и глумио је у филму Ђерђа Сомјаша из 1988. године, Мр. јуниверз.
Године 2003. Харгитаи је гостовао у серији Ред и закон: Одељење за специјалне жртве, серији у којој глуми његова ћерка Маришка. Портретисао је сведока насилног злочина.

## Приватан живот
Харгитаијева прва жена била је колегиница акробаткиња Мери Бирџ. Харгитаи је са Бирџовом 1949. године имао ћерку Тину. Харгитеи и Бирџ су се касније развели.
Харгитаи и Џејн Менсфилд упознали су се 1956. док је он наступао у „Меј Вест шоу” у Латинској четврти. Када је Менсфилд приметио да Харгитеи наступа, она је наводно рекла конобару: „Ја ћу шницлу и оног високог човека са леве стране.“ Пар се венчао 13. јануара 1958. Имали су троје деце: Миклоша, Золтана и Маришку. Маришка Харгитаи је одрасла у глумицу, глумећи у телевизијској серији Ред и закон: Одељење за специјалне жртве. Харгитаи је преуредио већи део своје и Мејнсфилдове виле на Беверли Хилсу, познате као „Ружичаста палата Џејн Мејнсфилд“, саградивши свој чувени базен у облику срца. У новембру 2002. године кућу су сравнили програмери који су је купили од Енгелберта Хампердинка.
У мају 1963. године Харгитаи и Менсфилд су поднели захтев за развод у Сијудад Хуарезу. Развод је проглашен неважећим, а њих двоје су се помирили у октобру 1963. Након Маришкиног рођења, Менсфилд је тражила да се развод из Хуареза прогласи законитим и на крају је успела. Развод је признат у Сједињеним Државама 26. августа 1964. Након Менсфилдове смрти у саобраћајној несрећи 29. јуна 1967, Харгитеи је повео парницу против естејта Мејнсфилд за преко 5.000 долара да би издржавао децу. Претходно је својој одлуци о разводу, Менсфилд се сложила да плати алиментацију за децу, као и да Харгитаију да око 70.000 долара у готовини и имовини, што је одлучило каснију парницу у корист деце и Харгитаија.
Харгитаи се оженио Елен Сиано 14. априла 1968. године. Харгитаи и Сиано су остали у браку све до његове смрти.

## Смрт
Дана 14. септембра 2006. Харгитаи је умро у Лос Анђелесу, Калифорнија, у 80. години, од вишеструког мијелома. У Харгитејевој читуљи, Лос Анђелес Тајмс је цитирао историчара бодибилдинга Џина Мозеа који је изјавио следеће: „Волтер Винчел је једном рекао да је оно што је (председник) Ајзенхауер урадио за голф, Мики Харгитаи је то урадио за бодибилдинг, јер га је он довео у први план… Назад у то време, бодибилдинг се сматрао чудном, необичном активношћу која није била популарна у широј јавности… У то време, атлетски тренери су обесхрабривали дизање тегова, мислећи да ћеш постати везан за мишиће велики вишебојац“.

## У популарној култури
Харгитаија је тумачио Арнолд Шварценегер у телевизијском филму „Прича  о Џејн Менсфилд“ (The Jayne Mansfield Story) из 1980.